# دهدوچه
دهدوچه (به انگلیسی: Dadhocha) یک روستا در پاکستان است که در پنجاب واقع شده‌است.